# The Mouse That Roared
The Mouse That Roared is een boek over het fictieve hertogdom Grand Fenwick. Het boek werd geschreven door Leonard Wibberley en was het eerste boek in een reeks. Het verhaal verscheen tussen 25 december 1954 en 29 januari 1955 in de Saturday Evening Post als feuilleton in zes afleveringen. De eerste Engelse uitgave verscheen onder de titel The Wrath of Grapes, een door de auteur bedachte woordspeling op The Grapes of Wrath van John Steinbeck. In 1959 werd het boek verfilmd met Peter Sellers in een dubbele hoofdrol; hij speelt zowel de hertogin als de aanvoerder van het leger van Grand Fenwick. Door boek en film heeft de uitdrukking the mouse that roared (de muis die brulde) een blijvende plaats gekregen in de Engelse taal.
Het boek verscheen in 1955 in het Nederlands onder de titel Maliënkolders op Broadway in een vertaling door W.G. Reyntjes (Het Spectrum, Utrecht/Antwerpen, z.j.). De tweede druk, uit 1962, droeg de titel De muis die brulde.

## Het verhaal
Het hertogdom van groothertogin Gloriana XII is een klein landje van slechts 39 vierkante kilometer, in de Alpen, op de grens van Frankrijk en Zwitserland.
De enige echte inkomsten van het land worden gevormd door de Pinot Grand Fenwick, vernoemd naar de Engelse ridder Sir Roger Fenwick, die in Frankrijk gestationeerd was en daar in het jaar 1370 met zijn volgelingen Grand Fenwick stichtte.
Dankzij Sir Roger is de nationale taal Engels, al heeft de bevolking daar soms wat moeite mee.
In de grondwet van Grand Fenwick staat dat het nationale leger geen ander wapen dan Longbows mag gebruiken.
Nadat een groep Amerikaanse zakenlieden de Pinot Grand Fenwick hebben nagemaakt en die verkopen onder de naam Grand Enwick, wordt de originele Pinot niet meer verkocht.
Hierdoor raakt het hertogdom bijna failliet.
Premier graaf Rupert Mountjoy komt op het idee om de Verenigde Staten aan te vallen, vervolgens te verliezen, en daarna met hulp van het Marshallplan weer financieel vooruit te gaan.
De groothertogin gaat hiermee akkoord, en Grand Fenwick stuurt een officiële oorlogsverklaring.
Op het State Department heeft men nog nooit van Grand Fenwick gehoord. De oorlogsverklaring wordt niet serieus genomen; men denkt dat het een grap van een andere afdeling is.
Vervolgens reist het nationale leger van Grand Fenwick, onder leiding van Tully Bascombe, met de bus naar Marseille, om vervolgens met een oude boot naar de VS te varen.
Op het moment dat het leger van Grand Fenwick in de VS aankomt wordt er een grote atoomoefening gehouden waarvoor iedereen in schuilkelders zit.
Het leger, aangekomen in New York, beseft dat de stad uitgestorven is en gaat ervan uit dat de Amerikanen voor hen gevlucht zijn.
Op een gegeven moment leest Tully in een krant dat de New Yorkse professor Alfred Kokintz een nieuw wapen heeft uitgevonden, de Q-bom (een doomsday device dat de hele wereld kan vernietigen).
Wanneer ze later toevallig het laboratorium voorbij lopen, herinnert hij dit zich weer.
Het leger ontvoert de professor, samen met zijn dochter Helen Kokintz, en de Q-bom.
Ondertussen is de politie en het leger gewaarschuwd vanwege "Marsmannetjes" gehuld in metalen kleding (maliënkolders en bepantsering).
Enkele agenten en de militair General Snippet worden ook ontvoerd.
Met deze overwinning varen ze terug naar Grand Fenwick.
In Grand Fenwick aangekomen blijkt de hele stad, die met Amerikaanse vlaggen is versierd, de Amerikanen op te wachten, en wordt er verbaasd gereageerd wanneer Tully met zijn leger en het groepje krijgsgevangenen aan komen lopen.
De Q-bom wordt in de kerkers van het kasteel opgeborgen, en de krijgsgevangenen krijgen onderdak en voedsel.
Wanneer internationaal bekend wordt dat Grand Fenwick de Q-bom in handen heeft, komen er van alle kanten hoogwaardigheidsbekleders, waaronder Russen en Britten om te onderhandelen over de bom.
Uiteindelijk onderhandelen de Amerikanen en krijgen zij de bom terug onder de voorwaarden dat de bom wordt ontmanteld en nooit meer gemaakt wordt, en dat de Amerikaanse namaak Pinot verboden wordt.